# Dejan (Sänger)
Dejan Lazarević ist ein bosnischer Sänger.

## Hintergrund
Zusammen mit Alma Čardžić wurde er intern ausgewählt, Bosnien und Herzegowina beim Eurovision Song Contest 1994 in Dublin zu vertreten. Mit dem Titel Ostani kraj mene erreichte das Duo Platz 15.
Danach ist Dejan Lazarević als Sänger nicht mehr nennenswert in Erscheinung getreten.